# Resolució 1094 del Consell de Seguretat de les Nacions Unides
La Resolució 1094 del Consell de Seguretat de les Nacions Unides fou adoptada per unanimitat el 20 de gener de 1997.
Després d'expressar el seu suport al procés de pau a Guatemala que havia estat supervisat per les Nacions Unides des de 1994, el Consell va autoritzar l'adhesió de 155 observadors militars a la Missió de Verificació de les Nacions Unides a Guatemala (MINUGUA) després del final de la guerra civil.
El Consell ha recordat els acords entre el govern de Guatemala i la Unidad Revolucionaria Nacional Guatemalenca (URNG) en que les parts va acordar permetre que les Nacions Unides verifiquessin l'aplicació dels acords de pau. El procés de verificació implicaria el desplegament de personal militar de les Nacions Unides.
Es va decidir que 155 observadors militars i personal mèdic es desplegarien amb MINUGUA per un període de tres mesos, demanant al secretari general Kofi Annan que ho notifiqués al Consell dues setmanes abans de l'inici de l'operació. Es va demanar a ambdues parts que implementessin plenament els seus acords i cooperessin pel que fa a l'alto el foc, la separació de forces, el desarmament i la desmobilització dels combatents d'URNG i altres compromisos. Mentrestant, la comunitat internacional va ser convidada a continuar brindant assistència durant el procés d'implementació.
Prèviament la República Popular de la Xina havia vetat una resolució anterior sobre Guatemala a causa de les declaracions de funcionaris guatemalencs favorables a la independència de Taiwan.